# Clarissa Corrêa da Silva

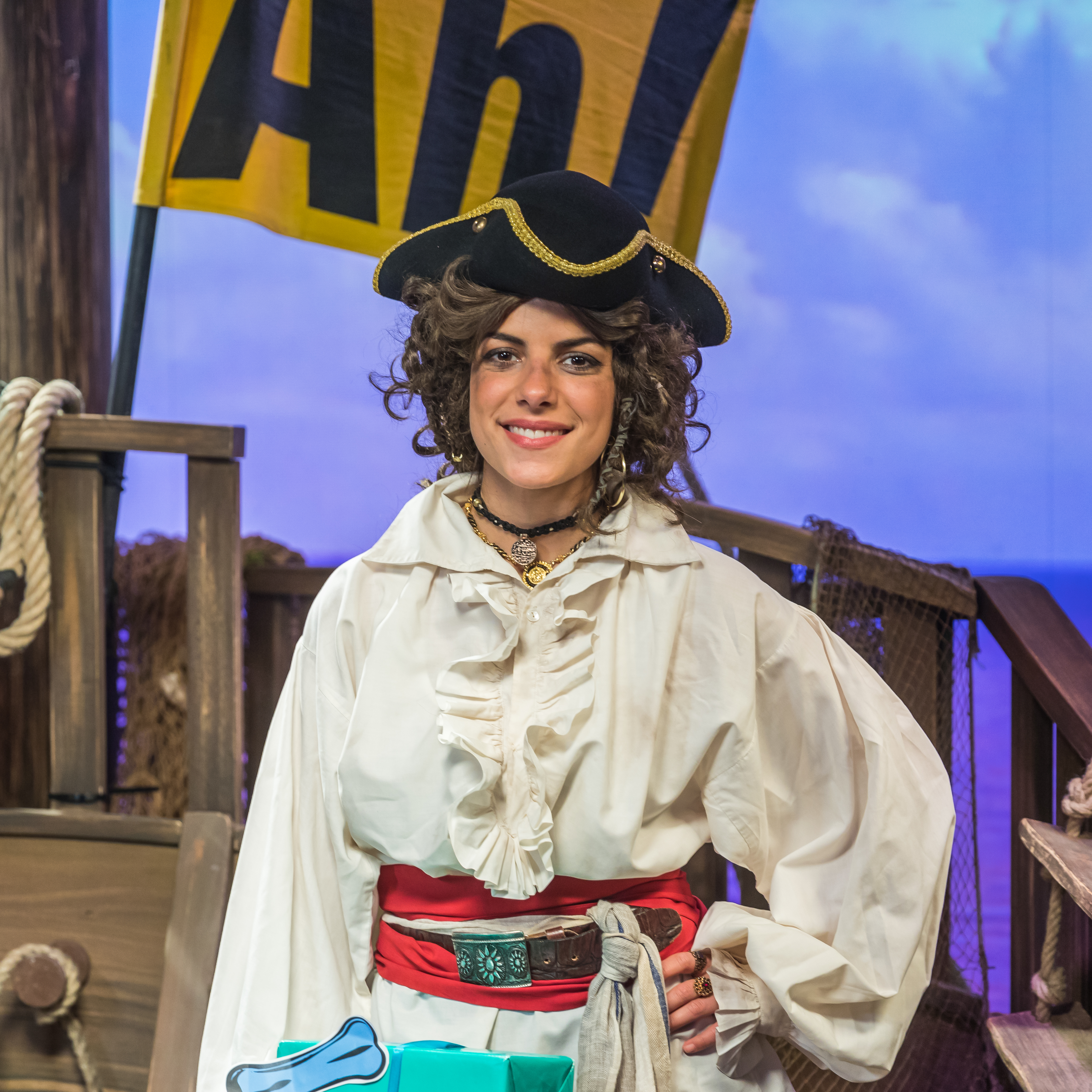
Clarissa Corrêa da Silva als Piratin kostümiert in einer Folge der Sendung Wissen macht Ah!, 2019

Clarissa Corrêa da Silva (* 17. Juni 1990 in Berlin-Steglitz) ist eine deutsche Fernsehmoderatorin und Redakteurin.

## Leben
Clarissa Corrêa da Silva ist die Tochter einer brasilianischen Psychoanalytikerin; ihr Vater stammt aus Israel. Aufgewachsen ist sie in Berlin, wo sie das Gymnasium besuchte, bevor sie für fünf Jahre nach São Paulo in Brasilien ging. Für ihr Studium ging sie zurück nach Deutschland und studierte Kommunikationswissenschaft an der Universität Hohenheim in Stuttgart und Medienmanagement an der Bauhaus-Universität Weimar.
Seit November 2016 moderiert Corrêa da Silva mit Simon Schneider die Fernsehsendung Kummerkasten im KiKA. Von Januar 2018 bis September 2022 moderierte sie mit Ralph Caspers die Fernsehsendung Wissen macht Ah! des WDR, seitdem mit Tarkan Bagci. Außerdem gehört sie seit 2018 zu den Moderatoren der Sendung mit der Maus. Seit 2019 moderiert sie die Fernsehsendung Triff … Außerdem moderiert sie zusammen mit Tobias Krell (Checker Tobi) die Sendung Die beste Klasse Deutschlands. Von November 2020 bis September 2021 war sie Chefin vom Dienst beim Format Tru Doku von Funk. Seit Februar 2022 moderiert sie außerdem die Reportage-Serie des MDR 3 Blocks.
Corrêa da Silva wohnt in Berlin. 2023 wurde sie Mutter.

## Auszeichnungen
- 2019: Kinder-Medien-Preis Der weiße Elefant in der Kategorie Beste TV-Moderatorin[8]
- 2020: Goldener Spatz in der Kategorie „beste Moderation“ 10
- Emmy-Award-Nominierung 2023 in der Kategorie "Kids Factual"[9]